# Сано, Секи
Секи Сано (яп. 佐野 硕,исп. Seki Sano; 14 января 1905 года, Тяньцзинь — 29 сентября 1966 года, Мехико) — японский, а затем мексиканский актёр, режиссёр, хореограф и политический активист. Способствовал развитию театра в Японии, а затем в Мексике, оказал влияние на многочисленных режиссёров и актёров в Латинской Америке, считается «отцом» мексиканского и колумбийского театра. По политическим взглядам был активным марксистом, отличился и как переводчик на японский язык социалистического гимна «Интернационал».

## Биография
Родился в семье токийского врача, в 1925 году поступил на юридический факультет Императорского университета в Токио.
Ещё обучаясь в высшей школе Уравы, он принял участие в основании студенческого театра, приветствующего метод Всеволода Мейерхольда. В 1926 году дебютировал постановкой «Освобождённый Дон Кихот» А. В. Луначарского, ставшей первой советской пьесой на японской сцене. Его театр явно входит в авангард, так называемый «левый театр», часто выступая с интерпретациями европейских и американских пьес, по большей части написанных политизированными левыми авторами. Секи Сано, ставший лидером Японской ассоциации пролетарского театра, в идеологическом отношении также всё больше склоняется к марксизму-ленинизму. В мае 1930 года был арестован вместе со многими другими активистами, обвинён в сотрудничестве с Коммунистической партией Японии и освобождён под условие выезда из страны.
Оказавшись в изгнании, некоторое время путешествовал и изучал режиссёрское мастерство в США (где и сам преподавал), Великобритании, Франции, Германии и СССР. Во время пребывания в Европе стал ещё сильнее вовлечён в область политического театра и кино в борьбе с нацизмом (он также начинает поддерживать сопротивление Китая японской агрессии). Прибыв в Берлин, где назначен японским представителем Международной организации революционных театров (МОРТ); в 1931 году её штаб-квартира была перенесена в Москву, куда он и перебрался.
В Советском Союзе в 1932—1937 годах получил театральную подготовку и сотрудничал со Станиславским и Мейерхольдом, ассистентом режиссёра у которого он работал с января 1934 года по июнь 1937 года. Участвовал в организации Международной олимпиады революционных театров 1933 года. Женился на русской актрисе Галине Борисовой.
Однако в атмосфере сталинизма в августе 1937 года Сано и его коллега Хидзиката Ёси (Иоси) были определены как «опасные японцы». Ему пришлось покинуть СССР, оставив жену и детей (в 1939 году Мейерхольд, под пытками оговаривая себя, назвал Сано завербовавшим его агентом японской разведки). Через Париж он эмигрирует в Соединенные Штаты, где оказывается изолирован в центре про приёму иммигрантов на острове Эллис.
Только в августе 1939 года, благодаря вмешательству привечавшего левых политэмигрантов президента Мексики Ласаро Карденаса, Секи Сано обрёл политическое убежище в Мексике, где он свободно жил и работал с начала Второй мировой войны и до своей смерти, за исключением краткого пребывания в 1955 году в Колумбии, куда он был приглашён для подготовки кадров для местного телевидения, однако три месяца спустя выдворен как коммунист по приказу колумбийского диктатора — генерала Густаво Рохаса Пинилья.
Мексиканская деятельность Сано, основавшего «Театр искусств» (1941) и театр «Реформы» (1948), где актёров готовили по системе Станиславского, содействовала последующему развитию современного мексиканского театра.